# Баиндари
Баиндари (кит. трад.  拜音達里) (? — 1607) — чжурчжэньский бейле (вождь) племенной конфедерации Хойфа.

## Биография
Баиндари был членом клана Нара, хотя его предки являлись первоначально членами клана Икдери и принадлежали первоначально к племени Нимака на берегах реки Амур. Мигрируя на юг, они перешли под защиту некоторых нарских родов. Затем, принеся семь волов в жертву небесам, они сменили свое собственное имя на имя своих защитников. Шесть поколений спустя его дед Вангину укрепил свои позиции, основав поселение на горе Хурки на реке Хойфахэ, где естественные преимущества его расположения позволили ему противостоять неоднократным нападениям со стороны монголов.
После смерти своего деда Ванггину, который был бейле племени Хойфа, Баиндари убил семь своих дядей, которые могли бы встать на его пути и провозгласил себя беле племенной конфедерации Хойфа. В 1593 году он присоединил Хойфу к племенам Ехэ, Хада, Ула, Хорчин, Сибэ, Гувалка, Юшери и Нейен против Нурхаци. Этот союз, возглавляемый Наримбулу из племени Ехэ, оказался бы неудачным, поскольку Нурхаци победил союзные племена в битве при Гуре. В 1595 году Нурхаци нанес ответный удар, убив двух военачальником Баиндари и захватив город Доби. В 1597 году Хулунский племенной союз договорился о перемирии с Нурхаци, и после этого Баиндари, чья территория была расположена между городами Эхэ и центром операций Нурхаци, колебался в верности от одного к другому, в конце концов решив довериться неприступности своего города, чтобы защитить его от обоих. Однако в 1607 году Нурхаци вторгся в эту область, убил Баиндари и его сына и, таким образом, завоевал племя Хойфа.